# In Limbo
«In Limbo» (en castellano: "En El Limbo") es una canción incluida en el primer álbum del grupo inglés de rock progresivo Genesis, llamado From Genesis to Revelation, un álbum conceptual del año 1969. La canción parece no seguir la línea conceptual del álbum, es un reflejo borroso del tiempo y del espacio. Las letras dicen:
I, I've conquered time (Yo, yo he conquistado el tiempo)
Where will I go? (¿A donde iré?)
Am I still mine? (¿Soy aún mío?)

"In Limbo" es una canción pop animada y enérgica, una rareza en este álbum mayoritariamente acústico. El ritmo 4/4 se desplaza a un 12/8, el cual incluye un solo de guitarra eléctrica (uno de los pocos en este álbum). Las cuerdas que se escuchan brevemente durante la transición del estribillo a los versos, suenan como un borrador de "Visions of Angels", una canción de su próximo álbum, totalmente progresivo. "In Limbo" podría haberse convertido en una pieza extraordinaria si hubiese contado con una mejor producción.
La canción probablemente haya sido interpretada en vivo en los primeros días del grupo, pero fue rápidamente abandonada. La única versión que existe es la que se encuentra en este álbum, junto con todas sus reediciones y sus diferentes títulos.
- Datos: Q5914716